# ジョセフ・コスース

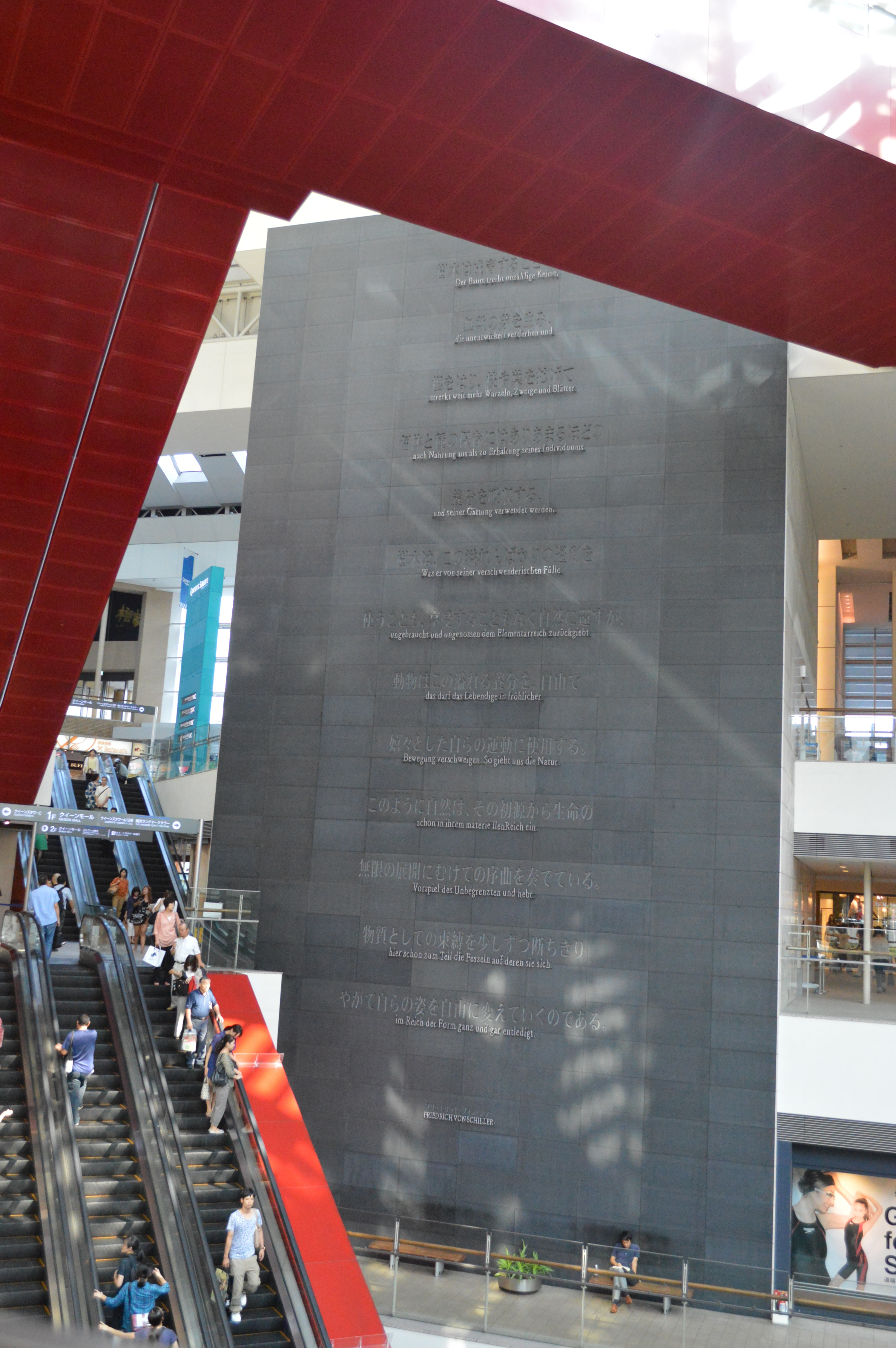
作品名"The Boundaries of the Limitless"　クイーンズスクエア横浜ステーションコア内

ジョゼフ・コスース（Joseph Kosuth, 1945年1月31日 − ）は、アメリカのコンセプチュアル・アーティスト。

## 来歴
オハイオ州トレドに生まれた。1965年から1967年にかけて、ニューヨークのスクール オブ ヴィジュアル アートに学び、同時期ウィトゲンシュタインの哲学に影響を受けた。
在学中に言葉をメインとする作品の制作を開始。はじめは辞書や類義語辞典に記された定義を扱っていたが、のちに文学、哲学、精神分析のテキストにおける意味の問題へと関心を広げた。
1970年から数年間、イギリスの「アート・アンド・ランゲージ」グループに参加した。
コスースの最も有名な作品は、「椅子、その椅子の写真、辞書の「椅子」の項目を拡大したもの」の3つを一緒に展示する『1つおよび3つの椅子』(en:One_and_Three_Chairs)（1965年）である。3つの椅子を提示していると同時に、プラトン的なイデア（視覚化できないもの）としての1つの椅子を表現しようとしている。
1969年、有名なエッセイ『哲学以後の芸術』を発表した（「ステュディオ・インターナショナル」誌）。そのなかで彼は次のように述べた。
- 二十世紀は、「哲学の終焉、そして芸術の始まり」と呼んでも良いような時代をもたらした。

- 芸術の機能をひとつの問いとして最初に提出したのはマルセル・デュシャンである。（中略）「別の語法で語り」、なおかつ意味のある芸術を提出することが可能だという認識を与えるに至った事件は、マルセル・デュシャンの最初の自立させた「レディ・メイド」だった。この自立させた「レディ・メイド」を機に、芸術はその焦点を言語の形態から語られている内容へと移行させた。（中略）この変化──「外観」から「概念」への変化──は「現代」美術の幕開き、そして「概念」芸術の始まりだった。

- デュシャン以降の個々の芸術家の「価値」は、彼らが芸術の本質をどの程度問うたかによって量ることができる。言い換えると、「彼らが芸術の概念に何を加えたか」、あるいは彼らが登場する前に何がなかったのかということである。

豊田市美術館にパブリックコレクションがある。ファーレ立川には、石牟礼道子の『椿の海の記』（1977年）とジェームズ・ジョイスの『若い芸術家の肖像』の一節を刻み込んだ『呪文、ノエマのために』（1995年）がある。札幌ドームに『位置づけられた世界（札幌）』（2001年）がある。